# Écriture (philosophie)
L'écriture est un objet de réflexion philosophique depuis les premiers temps de la philosophie grecque, aux côtés du langage.

## Concept

### Platon et l'écriture qui décharge la pensée
Platon, quoiqu'auteur, met dans la bouche de son maître Socrate une critique incisive de l'écriture. Dans le Phèdre, Socrate critique l'écriture, qui ne favorise pas la mémoire mais au contraire la décharge, et fige la pensée dans des formules. L'apprentissage par l'écriture serait vain en ce qu'il ne fournirait qu'une apparence de savoir, et dispenserait l'apprenant de compréhension propre. L'écriture ne devrait ainsi jamais être qu'un aide-mémoire pour s'aider à retrouver un mouvement de pensée à oraliser.
Ainsi, en 275d-e, il écrit qu'un texte est limité par sa nature même (« si on les interroge, parce qu'on souhaite comprendre ce qu'ils disent, c'est une seule chose qu'ils se contentent de signifier, toujours la même »). Il ne peut être adapté aux lecteurs, car « quand, une fois pour toutes, il a été écrit, chaque discours va rouler de droite et de gauche et passe indifféremment auprès de ceux qui s'y connaissent, comme auprès de ceux dont ce n'est point l'affaire ». Enfin, il ne peut se défendre face aux critiques, car il est inerte : « que par ailleurs s'élèvent à son sujet des voix discordantes et qu'il soit injustement injurié, il a toujours besoin du secours de son père ; car il n'est capable ni de se défendre ni de se tirer d'affaire tout seul ».

### Hobbes et l'écriture assurant la permanence de la pensée
Thomas Hobbes commence le Léviathan par une réflexion sur l'écriture et le langage. Il tient l'écriture en haute estime, car il considère qu'elle permet de diffuser des pensées. L'écriture est « une invention très utile à la perpétuation du souvenir du temps passé et au rapprochement des hommes dispersés en des régions si nombreuses et si éloignées ». Ainsi, « l’invention de l’imprimerie, quoique ingénieuse, n’est pas grand-chose en comparaison de celle de l’écriture ».

### Rousseau et l'écriture comme supplément à la parole
Jean-Jacques Rousseau, dans le fragment « Prononciation », se montre également critique envers l'écriture. Il soutient que « les langues sont faites pour être parlées, l’écriture ne sert que de supplément à la parole ». L'écriture serait deuxième après la parole, car « la parole représente la pensée par des signes conventionnels », et l'écriture elle-même représente la parole par d'autres signes : il ne s'agit donc que d'une « représentation médiate de la pensée ».

### Montaigne se justifie d'écrire ses «Essays»
Dans son « L’AUTEUR AU LECTEUR » introductif, il écrit qu'en fait il parle à ses lecteurs : 

« Ce livre, lecteur, est un livre de bonne foi.
Il t’avertit, dès le début, que je ne l’ai écrit que pour moi et quelques intimes, sans me préoccuper qu’il pût être pour toi de quelque intérêt, ou passer à la postérité ; de si hautes visées sont au-dessus de ce dont je suis capable. Je le destine particulièrement à mes parents et à mes amis, afin que lorsque je ne serai plus, ce qui ne peut tarder, ils y retrouvent quelques traces de mon caractère et de mes idées et, par là, conservent encore plus entière et plus vive la connaissance qu’ils ont de moi. Si je m’étais proposé de rechercher la faveur du public, je me serais mieux attifé et me présenterais sous une forme étudiée pour produire meilleur effet ; je tiens, au contraire, à ce qu’on m’y voie en toute simplicité, tel que je suis d’habitude, au naturel, sans que mon maintien soit composé ou que j’use d’artifice, car c’est moi que je dépeins. Mes défauts s’y montreront au vif et l’on m’y verra dans toute mon ingénuité, tant au physique qu’au moral, autant du moins que les convenances le permettent. Si j’étais né parmi ces populations qu’on dit vivre encore sous la douce liberté des lois primitives de la nature, je me serais très volontiers, je t’assure, peint tout entier et dans la plus complète nudité.
Ainsi, lecteur, c’est moi-même qui fais l’objet de mon livre ; peut-être n’est-ce pas là une raison suffisante pour que tu emploies tes loisirs à un sujet aussi peu sérieux et de si minime importance.
Sur ce, à la grâce de Dieu.
À Montaigne, ce 1er mars 1580. »